# 9 Rajd Elmot
9. Rajd Elmot – 9. edycja Rajdu Elmot. Był to rajd samochodowy rozgrywany od 28 do 29 marca 1980 roku. Była to pierwsza runda Rajdowych Samochodowych Mistrzostw Polski w roku 1980. Rajd składał się z dwudziestu dwóch odcinków specjalnych. Został rozegrany na nawierzchni asfaltowej. Zwycięzcą rajdu został Bogdan Wozowicz.

## Wyniki końcowe rajdu[1][2]
| Miejsce | Kierowca                 | Pilot                  | Samochód              | Czas    | Strata | Grupa Klasa |
| ------- | ------------------------ | ---------------------- | --------------------- | ------- | ------ | ----------- |
| 1       | Bogdan Wozowicz          | Witold Wozowicz        | Lada VAZ 21011        | 1:50:30 | -      | II/8        |
| 2       | Maciej Stawowiak         | Ryszard Żyszkowski     | FSO Polonez 2000      | 1:50:41 | +0:11  | II/9-15     |
| 3       | Andrzej Koper            | Włodzimierz Krzemiński | Renault 5 Alpine      | 1:56:01 | +5:31  | II/8        |
| 4       | Marek Karczewski         | Krzysztof Szymczak     | Polski Fiat 125p 1500 | 1:57:45 | +7:15  | I/8         |
| 5       | Jeremi Doria-Dernałowicz | Marek Pawłowski        | Opel Kadett GT/E      | 1:58:34 | +8:04  | II/9-15     |
| 6       | Andrzej Radecki          | Janusz Książkiewicz    | Polski Fiat 125p 1500 | 2:01:23 | +10:53 | II/8        |
| 7       | Andrzej Witkowicz        | Marek Rompel           | Volkswagen Golf GTi   | 2:01:41 | +11:11 | I/8         |
| 8       | Andrzej Bachowski        | Jerzy Michalczewski    | Lada VAZ 21011        | 2:06:27 | +15:57 | II/8        |
| 9       | Jerzy Kobyliński         | Janusz Siniarski       | Polski Fiat 125p 1500 | 2:09:55 | +19:25 | I/8         |
| 10      | Tadeusz Buksowicz        | Zbigniew Kabulski      | Polski Fiat 125p 1500 | 2:12:28 | +21:58 | I/8         |